# بیولا (کانزاس)
بیولا (به انگلیسی: Beulah) یک منطقهٔ مسکونی در ایالات متحده آمریکا است که در شهرستان کرافورد، کانزاس واقع شده‌است.